# Estació de Camí dels Reis
L'estació del Camí dels Reis és una estació del metro de Palma. Fou posada en servei el 25 d'abril de 2007.
És una estació soterrada, situada a la Gran Via Asima, just al final, a tocar de la intersecció amb el camí dels Reis. Té andanes laterals, que s'interconnecten a través d'un pas inferior.
| Procedència/Destinació               | <              | Línia | >           | Procedència/Destinació |
| ------------------------------------ | -------------- | ----- | ----------- | ---------------------- |
| Metro de Palma                       |                |       |             |                        |
| Estació Intermodal - Plaça d'Espanya | Gran Via Asima | 1     | Son Sardina | Universitat            |